# Jaworze, Tỉnh West Pomeranian
Jaworze [jaˈvɔʐɛ] (tiếng Đức: Gabbert) là một ngôi làng thuộc khu hành chính của Gmina Kalisz Pomorski, thuộc quận Drawsko, West Pomeranian Voivodeship, ở phía tây bắc Ba Lan. Nó nằm khoảng 15 kilômét (9 mi) phía tây Kalisz Pomorski, 26 km (16 mi) về phía nam của Drawsko Pomorskie và 75 km (47 mi) về phía đông của thủ đô khu vực Szczecin.
Trước năm 1945, khu vực này là một phần của Đức. Đối với lịch sử của khu vực, xem Lịch sử của Pomerania.
Làng có dân số 10 người.